# 奧卡帕爾卡山
11°37′55″S 76°24′07″W / 11.63194°S 76.40194°W
奧卡帕爾卡山（Awqa Pallqa），是秘魯的山峰，位於該國中南部利馬大區，由瓦羅奇里省的卡蘭波馬區負責管轄，屬於安地斯山脈的一部分，海拔高度5,000米。